# Polisrevolver 357
Polisrevolver 357 (franska: Police Python 357) är en fransk-tysk kriminalfilm från 1976 i regi av Alain Corneau.
Filmen är baserad på Kenneth Fearings roman Den stora klockan.

## Rollista i urval
- Yves Montand - polisinspektör Marc Ferrot
- François Périer - kommissarie Ganay
- Simone Signoret - Thérèse Ganay
- Stefania Sandrelli - Sylvia Leopardi
- Mathieu Carrière - polisinspektör Ménard
- Vadim Glowna - polisinspektör Abadie
- Claude Bertrand - grishandlaren
- Serge Marquand - den rödhårige